# Ой гарна я, гарна
«Ой гарна я, гарна» — українська народна пісня.

## Текст
Ой, гарна я, гарна, Як тая горлиця.
Няй ми ся уступить, гей-гой!
З путя парадниця.
З путя парадниця, З поля робітниця.
Бо я така гарна, гей-гой!
Як з неба зірниця.
Ой, гарна я, гарна, Бо ся не малюю.
Я на своє личко, гей-гой!
Фарби не купую.
Гарна була, гарна, Не було ми пари.
Так за мном хлопці йшли, гей-гой!
Як дощові хмари.

## Виконавці
- Раїса Кириченко